# Llista de monuments de Sant Mori
Llista de monuments de Sant Mori inclosos en l'Inventari del Patrimoni Arquitectònic Català per al municipi de Sant Mori (Alt Empordà). Inclou els inscrits en el Registre de Béns Culturals d'Interès Nacional (BCIN) amb la classificació de monuments històrics i els Béns Culturals d'Interès Local (BCIL) de caràcter arquitectònic.
| Monument                                                               | Protecció    | Estil/època                               | Localització                                                                        | Coordenades                                          | Codi?         | Imatge |
| ---------------------------------------------------------------------- | ------------ | ----------------------------------------- | ----------------------------------------------------------------------------------- | ---------------------------------------------------- | ------------- | --- |
| Castell de Sant Mori                                                   | BCIN 1516-MH | Gòtic, obra popular XV-XVI                | Sant Mori C. de la Marquesa de Sant Mori                                            | 42° 09′ 14″ N, 2° 59′ 27″ E / 42.153946°N,2.990729°E | RI-51-0006102 | Castell de Sant Mori · Vegeu més fotos d'aquest monument · Carregueu una nova foto d'aquest monument                           |
| Església parroquial de Sant Maurici, Església de Sant Mori             |              | Barroc XVIII Final, XIII                  | Sant Mori C. de la Marquesa de Sant Mori - pl. de la Marquesa                       | 42° 09′ 13″ N, 2° 59′ 28″ E / 42.153724°N,2.991057°E | IPA-20280     | Església de Sant Maurici (Sant Mori) · Vegeu més fotos d'aquest monument · Carregueu una nova foto d'aquest monument           |
| Rectoria                                                               |              | Gòtic-renaixement, obra popular XVI, XVII | Sant Mori C. de la Marquesa de Sant Mori, 19                                        | 42° 09′ 15″ N, 2° 59′ 27″ E / 42.154296°N,2.990821°E | IPA-20281     | Rectoria (Sant Mori) · Vegeu més fotos d'aquest monument · Carregueu una nova foto d'aquest monument                           |
| Creu de terme                                                          |              | Gòtic-renaixement XVI, XX                 | Sant Mori C. de la Marquesa de Sant Mori - c. de Bonaire                            | 42° 09′ 17″ N, 2° 59′ 25″ E / 42.154809°N,2.990209°E | IPA-20282     | Creu de terme (Sant Mori) · Vegeu més fotos d'aquest monument · Carregueu una nova foto d'aquest monument                      |
| Església de Sant Julià, Mas Sala                                       |              | Preromànic, obra popular VIII, XVII       | Sant Mori Ctra. GI-631 de Vilopriu                                                  | 42° 08′ 55″ N, 2° 59′ 23″ E / 42.148739°N,2.989781°E | IPA-20283     | Carregueu una nova foto d'aquest monument                                                                                      |
| Conjunt de cases al carrer Bonaire                                     |              | Obra popular XVIII                        | Sant Mori C. Bonaire                                                                | 42° 09′ 22″ N, 2° 59′ 23″ E / 42.156151°N,2.989671°E | IPA-38375     | Conjunt de cases al carrer Bonaire (Sant Mori) · Vegeu més fotos d'aquest monument · Carregueu una nova foto d'aquest monument |
| Porxos del carrer Figueres                                             |              | Obra popular XVIII                        | Sant Mori C. Figueres                                                               | 42° 09′ 13″ N, 2° 59′ 26″ E / 42.153661°N,2.990536°E | IPA-38380     | Porxos del carrer Figueres (Sant Mori) · Vegeu més fotos d'aquest monument · Carregueu una nova foto d'aquest monument         |
| Rentador públic                                                        |              | Obra popular XIX                          | Sant Mori C. dels Horts                                                             | 42° 09′ 16″ N, 2° 59′ 31″ E / 42.154417°N,2.991850°E | IPA-38381     | Rentador públic (Sant Mori) · Vegeu més fotos d'aquest monument · Carregueu una nova foto d'aquest monument                    |
| Travessia de la Font, passatge cobert a l'inici del camí de Vila-robau |              | Obra popular XVI                          | Sant Mori C. de la Marquesa de Sant Mori - travessia de la Font                     | 42° 09′ 15″ N, 2° 59′ 27″ E / 42.154179°N,2.990954°E | IPA-38382     | Travessia de la Font (Sant Mori) · Vegeu més fotos d'aquest monument · Carregueu una nova foto d'aquest monument               |
| Pou del carrer Bonaire                                                 |              | Obra popular XX                           | Sant Mori C. Bonaire                                                                | 42° 09′ 21″ N, 2° 59′ 23″ E / 42.155935°N,2.989628°E | IPA-38384     | Pou del carrer Bonaire (Sant Mori) · Vegeu més fotos d'aquest monument · Carregueu una nova foto d'aquest monument             |
| Mas Oriol                                                              |              | Obra popular XVIII, XIX, XX               | Sant Mori Ctra. GI-631, km 1                                                        | 42° 08′ 47″ N, 2° 59′ 28″ E / 42.146492°N,2.991179°E | IPA-38385     | Carregueu una nova foto d'aquest monument                                                                                      |
| Antic nucli de Sant Mori                                               |              | Obra popular Medieval                     | Sant Mori                                                                           | 42° 09′ 14″ N, 2° 59′ 27″ E / 42.153872°N,2.990912°E | IPA-38386     | Nucli antic de Sant Mori · Vegeu més fotos d'aquest monument · Carregueu una nova foto d'aquest monument                       |
| Muralles, Can Felip                                                    |              | Obra popular XV                           | Sant Mori C. de la Marquesa, barri des Castell                                      | 42° 09′ 17″ N, 2° 59′ 26″ E / 42.154588°N,2.990458°E | IPA-38387     | Carregueu una nova foto d'aquest monument                                                                                      |
| Mas Faló, Mas Feló, Mas Feló de Manyoletes                             |              | Obra popular XVIII Final                  | Sant Mori Al costat del torrent Manyoletes, puig Rodó                               | 42° 08′ 20″ N, 2° 59′ 06″ E / 42.138849°N,2.984924°E | IPA-38771     | Carregueu una nova foto d'aquest monument                                                                                      |
| Can Reglà                                                              |              | Obra popular XX                           | Sant Mori Camp d'en Palet                                                           | 42° 08′ 20″ N, 2° 59′ 06″ E / 42.138849°N,2.984924°E | IPA-38851     | Carregueu una nova foto d'aquest monument                                                                                      |
| Mas Turró, Can Vila, Can Gibernau                                      |              | Obra popular XVIII                        | Sant Mori Al sud-oest del nucli urbà, al costat de les vies del tren                | 42° 08′ 24″ N, 2° 58′ 49″ E / 42.140100°N,2.980216°E | IPA-38852     | Carregueu una nova foto d'aquest monument                                                                                      |
| Central Hidroelèctrica de Sant Mori                                    |              | Obra popular XX                           | Sant Mori Paratge de les Quatre Carreteres, gorga Llombarda                         | 42° 09′ 52″ N, 2° 59′ 03″ E / 42.164576°N,2.984300°E | IPA-39705     | Carregueu una nova foto d'aquest monument                                                                                      |
| Forn de calç del torrent de la Gavatxa                                 |              | Obra popular XIX                          | Sant Mori Camí de la Muntanya, entre la Pineda d'en Felip i el Bosc de les Pedreres |                                                      | IPA-47821     | Carregueu una nova foto d'aquest monument                                                                                      |